# Dušan Špiner
Dušan Spiridion Špiner (ur. 7 lutego 1950 w Vydrníku) – słowacki duchowny katolicki, biskup Kościoła podziemnego w Czechosłowacji

## Życiorys

### Ksiądz rzymskokatolicki
Absolwent Wydziału Teologicznego w Bratysławie. 9 czerwca 1973 roku przyjął święcenia kapłańskie z rąk biskupa Juliusa Gábriša. W latach 1973–1976 pracował jako ksiądz diecezjalny na Słowacji. Prześladowany przez władze komunistyczne, w 1976 roku pozbawiony możliwości jawnego sprawowania funkcji kapłańskich.
Od 1976 roku pracował w kopalni rudy żelaza w Nowej Wsi Spiskiej jednocześnie utrzymując ożywione kontakty z Kościołem podziemnym i tajnymi strukturami Zakonu Maltańskiego w Czechosłowacji. 6 października 1979 roku został potajemnie konsekrowany na biskupa przez Felixa Davidka.

### Biskup Kościoła podziemnego
Korzystając z możliwości wyjazdów służbowych za granicę, od 1979 roku Dušan Špiner był rzecznikiem i emisariuszem Kościoła podziemnego w Czechosłowacji. W latach 1979–1981 roku przebywał kilkakrotnie w Polsce, gdzie spotykał się z kardynałem Stefanem Wyszyńskim.
Podróżował również do Watykanu informując urzędników Kurii Rzymskiej o działalności Kościoła podziemnego.
W 1980 roku powrócił do jawnej pracy duszpasterskiej. Został wikariuszem parafii w Białym Potoku. Później był kapłanem w Palúdzke i w Liptovskom Mikuláši. W 1981 roku jako członek stowarzyszenia przyjaźni czechosłowacko-radzieckiej udał się za zgodą kardynała Stefana Wyszyńskiego i biskupa Felixa Davidka z tajną misją do Związku Socjalistycznych Republik Radzieckich. Pod pretekstem wyprawy naukowej nawiązał kontakty z rosyjskim Kościołem podziemnym. 22 kwietnia 1981 roku w Moskwie wyświęcił potajemnie dla miejscowej wspólnoty katolickiej dwóch kapłanów. Został jednak zdekonspirowany i od tego czasu znajdował się, aż do 1989 roku pod ciągła obserwacją KGB i StB. Mimo to jeszcze raz wyjeżdżał w 1983 roku do Związku Radzieckiego i podczas podróży prowadził misję na Dalekim Wschodzie.
W latach 1987–1999 był proboszczem parafii w Nowej Lubowni. W 1992 roku zgodnie z polityką Stolicy Apostolskiej wobec duchownych Kościoła podziemnego w Czechosłowacji został zawieszony w funkcjach biskupich. W 1999 roku został odsunięty od pracy duszpasterskiej.
W 2001 roku obronił doktorat z filozofii. Obecnie jest wykładowcą na Wydziale Pedagogicznym Uniwersytetu Palackiego w Ołomuńcu. Sympatyzuje z poglądami teologów katolicyzmu liberalnego.

## Kapłaństwo kobiet
Według organizacji Roman Catholic Womenpriests Dušan Špiner popiera wspólnoty opowiadające się za dopuszczeniem kobiet do kapłaństwa w Kościele katolickim.
W 2002 roku miał być konsekratorem grupy kobiet zwanej Danube 7. Pierwotnie święceń kapłańskich miał im udzielić podczas publicznej ceremonii na statku wycieczkowym w Pasawie. Do jego przybycia na uroczystość jednak nie doszło. Miał jednak powtórzyć te święcenia potajemnie kilka dni później.